# Maquera

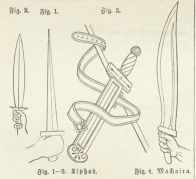
Espases antigues, fig. 1-3: xifos; fig. 4: maquera.

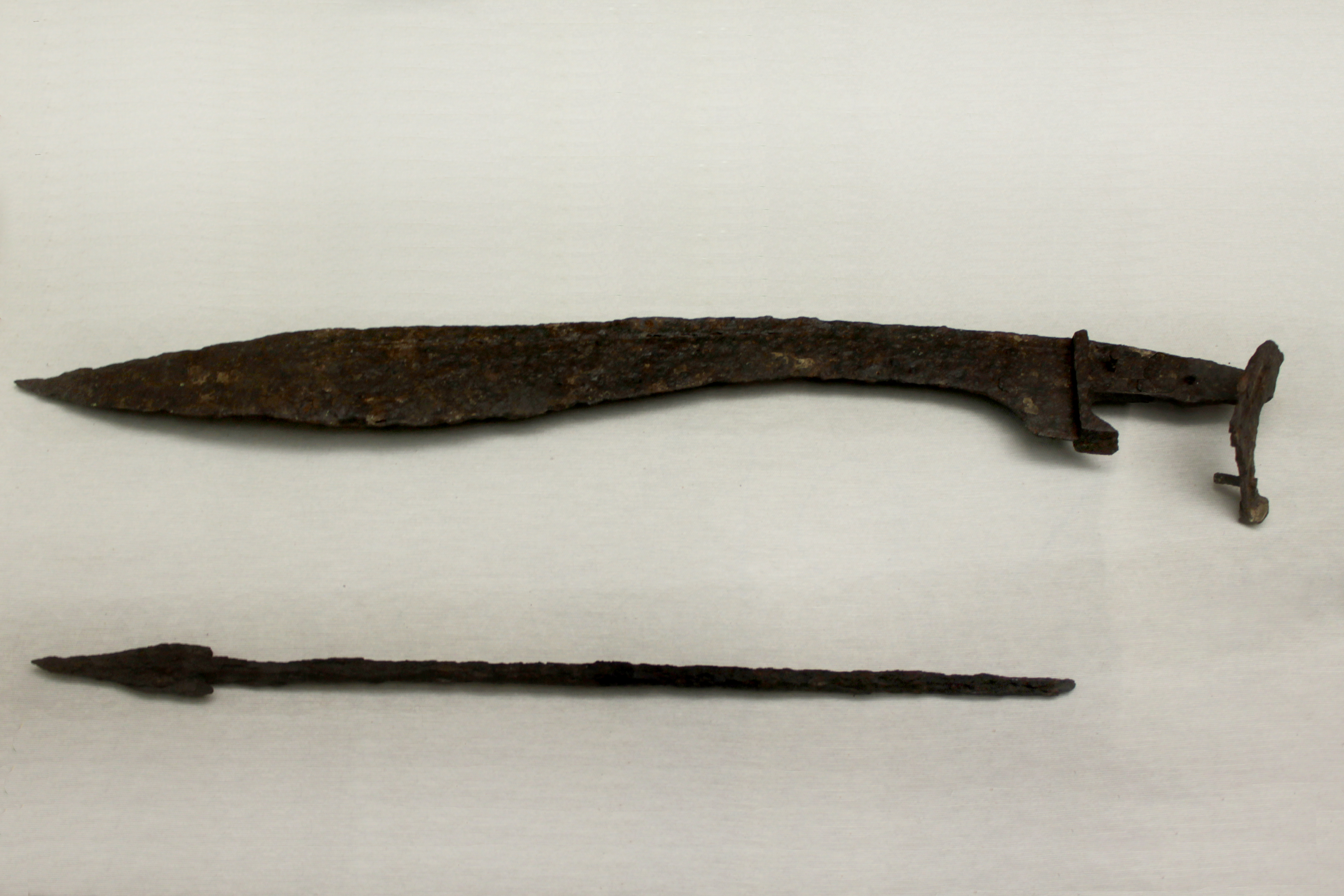
Armes ibèriques: una falcata (a dalt) i un fragment d'un soliferreum.

A l'antiga Grècia, una maquera (en grec antic: μάχαιρα, màkhaira) era qualsevol arma de tall, fos ganivet o espasa. En aquest context, es denomina específicament «maquera» la casta d'espasa la curvatura de la qual és menor que la de la seva «germana» còpida (val a dir que en els texts antics la diferència entre la còpida i la maquera no és completament clara) i similar a la falcata ibèrica, amb mantí sense guardamà i amb pom, que no era sinó una variant més rectilínia de la seva predecessora.

## Orígens
Aquesta mena d'espasa, o desenvolupament d'espasa, no era exclusiu de la Grècia hel·lenística, sinó que era una arma (amb les seves variants regionals) emprada per molts pobles de l'est d'Europa i el Pròxim Orient (Pèrsia). Per això, el seu disseny de fulla corba pot ser que fos el que va evolucionar o influir fins a arribar a l'actual yatagan turc.
La maquera, que era una arma menys usada per la infanteria grega, va compartir protagonisme amb el xifos (spatha en la seva versió etrusca o romana) en la cavalleria hel·lènica.

## Etimologia
En grec antic, μάχαιρα (màkhaira) significa 'ganivet de guerra, sabre curt, daga', i possiblement prové de μάχη (makhē) 'lluita, combat, batalla'. En grec modern, el diminutiu μαχαίρι (makheri) significa 'ganivet'.